# Codifica gamma
La codifica gamma di Elias è una codificazione entropica per la rappresentazione dei numeri interi.

## Codifica
La codifica di un numero naturale {\displaystyle n} si effettua nel seguente modo:
1. Sia {\displaystyle N=\lfloor log_{2}{n}\rfloor } tale che {\displaystyle 2^{N}\leq n\leq 2^{N+1}}.
2. Si pongono {\displaystyle N} bit pari a 0;
3. Si concatena la codifica binaria del numero {\displaystyle n}.

Analogamente l'algoritmo può essere espresso come:
1. Effettua la codifica unaria di N;
2. Concatena il numero {\displaystyle x} tale che {\displaystyle 2^{N}+x=n}, espresso usando esattamente {\displaystyle N} bit.

Tale rappresentazione richiede {\displaystyle 2\lfloor log{n}\rfloor +1} bit.
| Numero | Codifica BCD | Codifica γ |
| ------ | ------------ | ---------- |
| 1      | 1            | 1          |
| 2      | 10           | 010        |
| 3      | 11           | 011        |
| 4      | 100          | 00100      |
| 5      | 101          | 00101      |
| 6      | 110          | 00110      |
| 7      | 111          | 00111      |
| 8      | 1000         | 0001000    |
| 9      | 1001         | 0001001    |
| 10     | 1010         | 0001010    |

## Decodifica
Il codice ottenuto è un codice prefisso. Ogni parola può essere decodificata nel seguente modo:
- Leggi {\displaystyle N} 0 fintantoché non raggiungi 1. Salva il numero di 0 in una variabile N;
- Calcola {\displaystyle 2^{N}}, leggi i restanti N bit e somma il numero binario al valore calcolato.